# William Gilbert Award
Der William Gilbert Award ist ein Preis für Leistungen zum Geomagnetismus und Paläomagnetismus, der jährlich seit 2003 von der American Geophysical Union verliehen wird. Alle zwei Jahre (geradzahlige Jahre) wird er an Nachwuchswissenschaftler verliehen (jünger als 36 Jahre, fünf oder weniger Jahre nach der Promotion).
Er ist nach William Gilbert benannt, der in De Magnete 1600 das Konzept des Erdmagnetfeldes einführte.

## Preisträger
- 2003 Subir K. Banerjee
- 2004 Andrew Jackson
- 2005 James E. T. Channell
- 2006 Richard Harrison
- 2007 Robert S. Coe
- 2008 France Lagroix
- 2009 Dennis Kent
- 2010 Sabine Stanley
- 2011 Joseph Kirschvink
- 2012 Robert E. Kopp
- 2013 Catherine Constable
- 2014 Nicholas Swanson-Hysell
- 2015 Michael Jackson
- 2016 Ron Shaar
- 2017 John R. Booker
- 2018 Lennart V. de Groot
- 2019 Suzanne M. McEnroe
- 2020 Roger R. Fu
- 2021 Richard J. Blakely
- 2022 Courtney Jean Sprain
- 2023 Kenneth P. Kodama
- 2024 Christopher J. Davies